# Tênis de mesa nos Jogos Paralímpicos de Verão de 2012 - Equipes masculinas - Classe 9-10
A competição por equipes masculinas na classe 9-10 do tênis de mesa nos Jogos Paralímpicos de Verão de 2012 foi disputada entre os dias 5 e 8 de setembro no Complexo ExCel, em Londres.

## Medalhistas
|  | CHN China                          |  | POL Polônia                            |  | ESP Espanha                          |
|  | Ge Yang Lian Hao Lu Xiaolei Ma Lin |  | Sebastian Powroźniak Patryk Chojnowski |  | Jorge Cardona José Manuel Ruiz Reyes |

## Equipes
| Atleta            | Classe |
| ----------------- | ------ |
| Carlos Carbinatti | 10     |
| Carlo Michell     | 6      |
| Paulo Salmin      | 8      |

| Atleta     | Classe |
| ---------- | ------ |
| Ge Yang    | 10     |
| Lian Hao   | 10     |
| Lu Xiaolei | 10     |
| Ma Lin     | 9      |

| Atleta                 | Classe |
| ---------------------- | ------ |
| Abdelrahman Abdelwahab | 10     |
| Sayed Youssef          | 7      |

| Atleta                 | Classe |
| ---------------------- | ------ |
| Jorge Cardona          | 10     |
| José Manuel Ruiz Reyes | 10     |

| Atleta           | Classe |
| ---------------- | ------ |
| Frédéric Bellais | 9      |
| Thomas Bouvais   | 9      |
| Cédrik Cabestany | 9      |

| Atleta        | Classe |
| ------------- | ------ |
| András Csonka | 8      |
| Dezső Berecki | 10     |

| Atleta              | Classe |
| ------------------- | ------ |
| Mohamad Azwar Bakar | 10     |
| Zhi Liang Koh       | 9      |

| Atleta         | Classe |
| -------------- | ------ |
| Tonnie Heijnen | 9      |
| Gerben Last    | 9      |

| Atleta               | Classe |
| -------------------- | ------ |
| Sebastian Powroźniak | 10     |
| Patryk Chojnowski    | 10     |

| Atleta          | Classe |
| --------------- | ------ |
| Pavel Lukyanov  | 10     |
| Iurii Nozdrunov | 9      |

| Atleta            | Classe |
| ----------------- | ------ |
| Fredrik Andersson | 10     |
| Linus Karlsson    | 9      |

| Atleta             | Classe |
| ------------------ | ------ |
| Vadym Kubov        | 9      |
| Yuriy Shchepanskyy | 9      |

## Resultados
Todos as partidas seguem o horário de Londres (UTC+1).
| Oitavas de final | Oitavas de final  | Oitavas de final |  |  | Quartas de final | Quartas de final  | Quartas de final |  |  | Semifinais | Semifinais  | Semifinais |  |                     | Final               | Final               | Final |
|                  |                   |                  |  |  |                  |                   |                  |  |  |            |             |            |  |                     |                     |                     |       |
|                  |                   |                  |  |  |                  |                   |                  |  |  |            |             |            |  |                     |                     |                     |       |
|                  |                   |                  |  |  |                  | CHN China         | 3                |  |  |            |             |            |  |                     |                     |                     |       |
|                  | EGY Egito         | 2                |  |  |                  | NED Países Baixos | 0                |  |  |            |             |            |  |                     |                     |                     |       |
|                  | NED Países Baixos | 3                |  |  |                  |                   |                  |  |  |            | CHN China   | 3          |  |                     |                     |                     |       |
|                  | BRA Brasil        | 1                |  |  |                  |                   |                  |  |  |            | UKR Ucrânia | 0          |  |                     |                     |                     |       |
|                  | MAS Malásia       | 3                |  |  |                  | MAS Malásia       | 1                |  |  |            |             |            |  |                     |                     |                     |       |
|                  |                   |                  |  |  |                  | UKR Ucrânia       | 3                |  |  |            |             |            |  |                     |                     |                     |       |
|                  |                   |                  |  |  |                  |                   |                  |  |  |            |             |            |  |                     |                     | CHN China           | 3     |
|                  |                   |                  |  |  |                  |                   |                  |  |  |            |             |            |  |                     |                     | POL Polônia         | 2     |
|                  |                   |                  |  |  |                  | POL Polônia       | 3                |  |  |            |             |            |  |                     |                     |                     |       |
|                  | FRA França        | 2                |  |  |                  | SWE Suécia        | 2                |  |  |            |             |            |  |                     |                     |                     |       |
|                  | SWE Suécia        | 3                |  |  |                  |                   |                  |  |  |            | POL Polônia | 3          |  |                     |                     |                     |       |
|                  | RUS Rússia        | 2                |  |  |                  |                   |                  |  |  |            | ESP Espanha | 2          |  |                     |                     |                     |       |
|                  | HUN Hungria       | 3                |  |  |                  | HUN Hungria       | 0                |  |  |            |             |            |  | Disputa pelo bronze | Disputa pelo bronze | Disputa pelo bronze |       |
|                  |                   |                  |  |  |                  | ESP Espanha       | 3                |  |  |            |             |            |  |                     |                     | UKR Ucrânia         | 1     |
|                  |                   |                  |  |  |                  |                   |                  |  |  |            |             |            |  |                     |                     | ESP Espanha         | 3     |

### Oitavas de final
| 5 de setembro de 2012 19:00 | Egito EGY | 2 – 3 | NED Países Baixos |  |

|                                       | Partidas individuais                  |       |                              |                               |
| Abdelrahman Abdelwahab                | Abdelrahman Abdelwahab                | 0 – 3 | Gerben Last                  | 7–11, 5–11, 3–11              |
| Sayed Youssef                         | Sayed Youssef                         | 3 – 1 | Tonnie Heijnen               | 11–9, 11–13, 12–10, 11–8      |
| Abdelrahman Abdelwahab                | Abdelrahman Abdelwahab                | 3 – 2 | Tonnie Heijnen               | 5–11, 11–7, 6–11, 11–8, 12–10 |
| Sayed Youssef                         | Sayed Youssef                         | 0 – 3 | Gerben Last                  | 4–11, 5–11, 6–11              |
| Abdelrahman Abdelwahab, Sayed Youssef | Abdelrahman Abdelwahab, Sayed Youssef | 0 – 3 | Gerben Last / Tonnie Heijnen | 8–11, 7–11, 9–11              |

| 5 de setembro de 2012 19:00 | Brasil BRA | 1 – 3 | MAS Malásia |  |

|                   | Partidas individuais |       |                     |                               |
| Paulo Salmin      | Paulo Salmin         | 1 – 3 | Zhi Liang Koh       | 8–11, 6–11, 11–9, 7–11        |
| Carlos Carbinatti | Carlos Carbinatti    | 3 – 2 | Mohamad Azwar Bakar | 8–11, 12–10, 11–9, 0–11, 11–9 |
| Paulo Salmin      | Paulo Salmin         | 0 – 3 | Mohamad Azwar Bakar | 4–11, 5–11, 6–11              |
| Carlos Carbinatti | Carlos Carbinatti    | 2 – 3 | Zhi Liang Koh       | 6–11, 15–13, 8–11, 11–6, 9–11 |
|                   |                      |       |                     |                               |

| 5 de setembro de 2012 19:00 | França FRA | 2 – 3 | SWE Suécia |  |

|                                   | Partidas individuais              |       |                                    |                              |
| Thomas Bouvais                    | Thomas Bouvais                    | 3 – 0 | Linus Karlsson                     | 11–7, 11–3, 11–6             |
| Cédrik Cabestany                  | Cédrik Cabestany                  | 2 – 3 | Fredrik Andersson                  | 4–11, 11–4, 11–9, 9–11, 3–11 |
| Cédrik Cabestany                  | Cédrik Cabestany                  | 3 – 1 | Linus Karlsson                     | 11–6, 8–11, 11–9, 11–9       |
| Thomas Bouvais                    | Thomas Bouvais                    | 0 – 3 | Fredrik Andersson                  | 10–12, 11–13, 5–11           |
| Thomas Bouvais / Cédrik Cabestany | Thomas Bouvais / Cédrik Cabestany | 0 – 3 | Fredrik Andersson / Linus Karlsson | 5–11, 7–11, 6–11             |

| 5 de setembro de 2012 19:00 | Rússia RUS | 2 – 3 | HUN Hungria |  |

|                                  | Partidas individuais             |       |                               |                                 |
| Pavel Lukyanov                   | Pavel Lukyanov                   | 3 – 0 | Dezső Berecki                 | 12–10, 12–10, 11–8              |
| Iurii Nozdrunov                  | Iurii Nozdrunov                  | 3 – 2 | András Csonka                 | 8–11, 11–4, 11–7, 9–11, 5–11    |
| Pavel Lukyanov                   | Pavel Lukyanov                   | 3 – 0 | András Csonka                 | 11–6, 12–10, 11–5               |
| Iurii Nozdrunov                  | Iurii Nozdrunov                  | 0 – 3 | Dezső Berecki                 | 8–11, 5–11, 7–11                |
| Pavel Lukyanov / Iurii Nozdrunov | Pavel Lukyanov / Iurii Nozdrunov | 2 – 3 | Dezső Berecki / András Csonka | 12–10, 9–11, 13–11, 12–14, 9–11 |

### Quartas de final
| 6 de setembro de 2012 16:30 | China CHN | 3 – 0 | NED Países Baixos |  |

|         | Partidas individuais |       |                |                  |
| Ma Lin  | Ma Lin               | 3 – 0 | Gerben Last    | 11–4, 11–9, 11–6 |
| Ge Yang | Ge Yang              | 3 – 0 | Tonnie Heijnen | 11–4, 11–3, 11–2 |
| Ge Yang | Ge Yang              | 3 – 0 | Gerben Last    | 11–9, 11–3, 11–4 |
|         |                      |       |                |                  |
|         |                      |       |                |                  |

| 6 de setembro de 2012 16:30 | Malásia MAS | 1 – 3 | UKR Ucrânia |  |

|                     | Partidas individuais |       |                    |                              |
| Mohamad Azwar Bakar | Mohamad Azwar Bakar  | 3 – 2 | Vadym Kubov        | 11–5, 7–11, 7–11, 11–9, 11–7 |
| Koh Zhi Liang       | Koh Zhi Liang        | 0 – 3 | Yuriy Shchepanskyy | 4–11, 8–11, 9–11             |
| Mohamad Azwar Bakar | Mohamad Azwar Bakar  | 1 – 3 | Yuriy Shchepanskyy | 11–8, 9–11, 5–11, 6–11       |
| Koh Zhi Liang       | Koh Zhi Liang        | 1 – 3 | Vadym Kubov        | 4–11, 11–4, 5–11, 8–11       |
|                     |                      |       |                    |                              |

| 6 de setembro de 2012 16:30 | Polônia POL | 3 – 2 | SWE Suécia |  |

|                                          | Partidas individuais                     |       |                                    |                              |
| Sebastian Powroźniak                     | Sebastian Powroźniak                     | 1 – 3 | Linus Karlsson                     | 4–11, 11–9, 3–11, 7–11       |
| Patryk Chojnowski                        | Patryk Chojnowski                        | 3 – 0 | Fredrik Andersson                  | 11–4, 11–1, 13–11            |
| Patryk Chojnowski                        | Patryk Chojnowski                        | 3 – 0 | Linus Karlsson                     | 11–4, 11–9, 11–3             |
| Sebastian Powroźniak                     | Sebastian Powroźniak                     | 1 – 3 | Fredrik Andersson                  | 6–11, 8–11, 11–6, 8–11       |
| Sebastian Powroźniak / Patryk Chojnowski | Sebastian Powroźniak / Patryk Chojnowski | 3 – 2 | Linus Karlsson / Fredrik Andersson | 6–11, 11–3, 6–11, 11–5, 11–8 |

| 6 de setembro de 2012 16:30 | Hungria HUN | 0 – 3 | ESP Espanha |  |

|               | Partidas individuais |       |                        |                          |
| András Csonka | András Csonka        | 0 – 3 | Jorge Cardona          | 8–11, 8–11, 8–11         |
| Dezső Berecki | Dezső Berecki        | 1 – 3 | José Manuel Ruiz Reyes | 13–11, 4–11, 11–13, 5–11 |
| András Csonka | András Csonka        | 0 – 3 | José Manuel Ruiz Reyes | 5–11, 6–11, 8–11         |
|               |                      |       |                        |                          |
|               |                      |       |                        |                          |

### Semifinais
| 7 de setembro de 2012 10:00 | China CHN | 3 – 0 | UKR Ucrânia |  |

|         | Partidas individuais |       |                    |                    |
| Ma Lin  | Ma Lin               | 3 – 0 | Yuriy Shchepanskyy | 11–4, 11–9, 15–13  |
| Ge Yang | Ge Yang              | 3 – 0 | Vadym Kubov        | 14–12, 14–12, 11–2 |
| Ge Yang | Ge Yang              | 3 – 0 | Yuriy Shchepanskyy | 11–7, 12–10, 12–10 |
|         |                      |       |                    |                    |
|         |                      |       |                    |                    |

| 7 de setembro de 2012 10:00 | Polônia POL | 3 – 2 | ESP Espanha |  |

|                                          | Partidas individuais                     |       |                                        |                              |
| Patryk Chojnowski                        | Patryk Chojnowski                        | 3 – 0 | Jorge Cardona                          | 11–2, 11–6, 11–6             |
| Sebastian Powroźniak                     | Sebastian Powroźniak                     | 1 – 3 | José Manuel Ruíz Reyes                 | 5–11, 5–11, 11–8, 7–11       |
| Patryk Chojnowski                        | Patryk Chojnowski                        | 3 – 2 | José Manuel Ruíz Reyes                 | 11–6, 7–11, 8–11, 11–7, 11–4 |
| Sebastian Powroźniak                     | Sebastian Powroźniak                     | 0 – 3 | José Manuel Ruíz Reyes                 | 3–11, 9–11, 2–11             |
| Patryk Chojnowski / Sebastian Powroźniak | Patryk Chojnowski / Sebastian Powroźniak | 3 – 0 | Jorge Cardona / José Manuel Ruíz Reyes | 11–6, 11–7, 11–9             |

### Disputa pelo bronze
| 8 de setembro de 2012 19:00 | Ucrânia UKR | 1 – 3 | ESP Espanha |  |

|                    | Partidas individuais |       |                        |                                |
| Vadym Kubov        | Vadym Kubov          | 2 – 3 | José Manuel Ruiz Reyes | 5–11, 11–6, 11–5, 7–11, 6–11   |
| Yuriy Shchepanskyy | Yuriy Shchepanskyy   | 0 – 3 | Jorge Cardona          | 9–11, 7–11, 5–11               |
| Yuriy Shchepanskyy | Yuriy Shchepanskyy   | 3 – 2 | José Manuel Ruíz Reyes | 8–11, 11–8, 12–10, 5–11, 15–13 |
| Vadym Kubov        | Vadym Kubov          | 0 – 3 | Jorge Cardona          | 6–11, 9–11, 13–15              |
|                    |                      |       |                        |                                |

### Final
| 8 de setembro de 2012 19:00 | China CHN | 3 – 2 | POL Polônia |  |

|                  | Partidas individuais |       |                                          |                              |
| Ma Lin           | Ma Lin               | 2 – 3 | Patryk Chojnowski                        | 3–11, 6–11, 11–3, 11–9, 7–11 |
| Ge Yang          | Ge Yang              | 3 – 1 | Sebastian Powroźniak                     | 11–2, 11–6, 8–11, 11–3       |
| Ge Yang          | Ge Yang              | 0 – 3 | Patryk Chojnowski                        | 9–11, 9–11, 6–11             |
| Ma Lin           | Ma Lin               | 3 – 1 | Sebastian Powroźniak                     | 9–11, 11–3, 11–5, 11–7       |
| Ma Lin / Ge Yang | Ma Lin / Ge Yang     | 3 – 1 | Patryk Chojnowski / Sebastian Powroźniak | 11–8, 11–9, 9–11, 11–6       |